# Tell Raffaan
Tell Raffaan (Tall Raffan) – stanowisko archeologiczne położone w Iraku, na terenie starożytnej Górnej Mezopotamii, w dolinie rzeki Tygrys. 

## Badania archeologiczne
Badania na stanowisku rozpoczęto w 1984 roku w ramach międzynarodowego projektu archeologicznych badań ratunkowych Eski Mosul Dam Salvage Project, zorganizowanego przez Iracki Departament Starożytności z powodu planowanej budowy tamy na rzece Tygrys. Badania na Tell Raffaan i w jego otoczeniu prowadziła polska ekspedycja archeologiczna Centrum Archeologii Śródziemnomorskiej Uniwersytetu Warszawskiego. Pracami archeologicznymi kierował Piotr Bieliński. Przeprowadzono także badania powierzchniowe pod kierunkiem Ryszarda Mazurowskiego i Waldemara Chmielewskiego, które wykazały obecność stanowisk paleolitycznych na wzgórzach otaczających badany mikroregion. W ramach tego mikroregionu polska ekspedycja badała równolegle stanowisko Tell Ridżim.
W najwyższym punkcie Tell Raffaan wznosiło się 6,5 metra nad poziomem brzegu Tygrysu. Badania przeprowadzono jedynie w części wschodniej tellu, ponieważ w jego części zachodniej znajdował się współczesny cmentarz. Jest to stanowisko jednowarstwowe, datowane na okres kultury wczesnego Uruk (II połowa IV tysiąclecia p.n.e.). Odkryto liczne fragmenty ceramiki oraz narzędzia z obsydianu i krzemienia. Na stoku odkryto grób szkieletowy w obstawie kamiennej wraz z zastawą grobową w postaci trzech niedekorowanych czarek, analogicznych do ceramiki znajdowanej w innych miejscach stanowiska. Badana część tellu posiadała liczne zniszczenia powstałe w wyniku erozji, nie natrafiono na pozostałości architektury. 